# Kvalspelet till världsmästerskapet i fotboll 1998 (Conmebol)
Kvalspelet till världsmästerskapet i fotboll 1998 (CONMEBOL) spelades under perioden 24 april 1996-16 november 1997 och bestod av totalt nio lag från Sydamerikanska fotbollsfederationen.
De fyra första lagen kvalade direkt in till VM.

## Tabell
| Nr | Lag       | S  | V | O | F  | GM | IM | MS  | P  |
| -- | --------- | -- | - | - | -- | -- | -- | --- | -- |
| 1  | Argentina | 16 | 8 | 6 | 2  | 23 | 13 | +10 | 30 |
| 2  | Paraguay  | 16 | 9 | 2 | 5  | 21 | 14 | +7  | 29 |
| 3  | Colombia  | 16 | 8 | 4 | 4  | 23 | 15 | +8  | 28 |
| 4  | Chile     | 16 | 7 | 4 | 5  | 32 | 18 | +14 | 25 |
| 5  | Peru      | 16 | 7 | 4 | 5  | 19 | 20 | −1  | 25 |
| 6  | Ecuador   | 16 | 6 | 3 | 7  | 22 | 21 | +1  | 21 |
| 7  | Uruguay   | 16 | 6 | 3 | 7  | 18 | 21 | −3  | 21 |
| 8  | Bolivia   | 16 | 4 | 5 | 7  | 18 | 21 | −3  | 17 |
| 9  | Venezuela | 16 | 0 | 3 | 13 | 8  | 41 | −33 | 3  |

| Hemma \ Borta | Argentina | Bolivia | Chile | Colombia | Ecuador | Paraguay | Peru | Uruguay | Venezuela |
| Argentina     | —         | 3–1     | 1–1   | 1–1      | 2–1     | 1–1      | 2–0  | 0–0     | 2–0       |
| Bolivia       | 2–1       | —       | 1–1   | 2–2      | 2–0     | 0–0      | 0–0  | 1–0     | 6–1       |
| Chile         | 1–2       | 3–0     | —     | 4–1      | 4–1     | 2–1      | 4–0  | 1–0     | 6–0       |
| Colombia      | 0–1       | 3–0     | 4–1   | —        | 1–0     | 1–0      | 0–1  | 3–1     | 1–0       |
| Ecuador       | 2–0       | 1–0     | 1–1   | 0–1      | —       | 2–1      | 4–1  | 4–0     | 1–0       |
| Paraguay      | 1–2       | 2–1     | 2–1   | 2–1      | 1–0     | —        | 2–1  | 3–1     | 1–0       |
| Peru          | 0–0       | 2–1     | 2–1   | 1–1      | 1–1     | 1–0      | —    | 2–1     | 4–1       |
| Uruguay       | 0–0       | 1–0     | 1–0   | 1–1      | 5–3     | 0–2      | 2–0  | —       | 3–1       |
| Venezuela     | 2–5       | 1–1     | 1–1   | 0–2      | 1–1     | 0–2      | 0–3  | 0–2     | —         |

## Resultat

### Omgång 1
|             | 24 april 1996 | Venezuela | 0 – 2   | Uruguay             | Estadio Brígido Iriarte                             |                                                     |
| 19:15 UTC−4 | 19:15 UTC−4   |           | Rapport | Otero 54′ Poyet 77′ | Caracas Publik: 6 839 Domare: Alberto Tejada (Peru) | Caracas Publik: 6 839 Domare: Alberto Tejada (Peru) |
| 19:15 UTC−4 | 19:15 UTC−4   |           |         |                     | Caracas Publik: 6 839 Domare: Alberto Tejada (Peru) | Caracas Publik: 6 839 Domare: Alberto Tejada (Peru) |
| 19:15 UTC−4 | 19:15 UTC−4   |           |         |                     | Caracas Publik: 6 839 Domare: Alberto Tejada (Peru) | Caracas Publik: 6 839 Domare: Alberto Tejada (Peru) |

|             | 24 april 1996 | Ecuador                                 | 4 – 1   | Peru         | Estadio Monumental Isidro Romero Carbo                           |                                                                  |
| 20:00 UTC−5 | 20:00 UTC−5   | Hurtado 54′, 88′ Tenorio 65′ Gavica 78′ | Rapport | Palacios 62′ | Guayaquil Publik: 60 000 Domare: Julio Matto Estoceres (Uruguay) | Guayaquil Publik: 60 000 Domare: Julio Matto Estoceres (Uruguay) |
| 20:00 UTC−5 | 20:00 UTC−5   |                                         |         |              | Guayaquil Publik: 60 000 Domare: Julio Matto Estoceres (Uruguay) | Guayaquil Publik: 60 000 Domare: Julio Matto Estoceres (Uruguay) |
| 20:00 UTC−5 | 20:00 UTC−5   |                                         |         |              | Guayaquil Publik: 60 000 Domare: Julio Matto Estoceres (Uruguay) | Guayaquil Publik: 60 000 Domare: Julio Matto Estoceres (Uruguay) |

|             | 24 april 1996 | Colombia     | 1 – 0   | Paraguay | Estadio Metropolitano Roberto Meléndez                           |                                                                  |
| 21:00 UTC−5 | 21:00 UTC−5   | Asprilla 53′ | Rapport |          | Barranquilla Publik: 31 600 Domare: Javier Castrilli (Argentina) | Barranquilla Publik: 31 600 Domare: Javier Castrilli (Argentina) |
| 21:00 UTC−5 | 21:00 UTC−5   |              |         |          | Barranquilla Publik: 31 600 Domare: Javier Castrilli (Argentina) | Barranquilla Publik: 31 600 Domare: Javier Castrilli (Argentina) |
| 21:00 UTC−5 | 21:00 UTC−5   |              |         |          | Barranquilla Publik: 31 600 Domare: Javier Castrilli (Argentina) | Barranquilla Publik: 31 600 Domare: Javier Castrilli (Argentina) |

|             | 24 april 1996 | Argentina                    | 3 – 1   | Bolivia        | Estadio Monumental Antonio Vespucio Liberti                      |                                                                  |
| 21:10 UTC−3 | 21:10 UTC−3   | Ortega 8′, 18′ Batistuta 49′ | Rapport | Baldivieso 42′ | Buenos Aires Publik: 49 750 Domare: Mario Sánchez Yanten (Chile) | Buenos Aires Publik: 49 750 Domare: Mario Sánchez Yanten (Chile) |
| 21:10 UTC−3 | 21:10 UTC−3   |                              |         |                | Buenos Aires Publik: 49 750 Domare: Mario Sánchez Yanten (Chile) | Buenos Aires Publik: 49 750 Domare: Mario Sánchez Yanten (Chile) |
| 21:10 UTC−3 | 21:10 UTC−3   |                              |         |                | Buenos Aires Publik: 49 750 Domare: Mario Sánchez Yanten (Chile) | Buenos Aires Publik: 49 750 Domare: Mario Sánchez Yanten (Chile) |

### Omgång 2
|             | 2 juni 1996 | Ecuador                 | 2 – 0   | Argentina | Estadio Olímpico Atahualpa                                  |                                                             |
| 11:30 UTC−5 | 11:30 UTC−5 | Montaño 51′ Hurtado 89′ | Rapport |           | Quito Publik: 41 500 Domare: Armando Perez Hoyos (Colombia) | Quito Publik: 41 500 Domare: Armando Perez Hoyos (Colombia) |
| 11:30 UTC−5 | 11:30 UTC−5 |                         |         |           | Quito Publik: 41 500 Domare: Armando Perez Hoyos (Colombia) | Quito Publik: 41 500 Domare: Armando Perez Hoyos (Colombia) |
| 11:30 UTC−5 | 11:30 UTC−5 |                         |         |           | Quito Publik: 41 500 Domare: Armando Perez Hoyos (Colombia) | Quito Publik: 41 500 Domare: Armando Perez Hoyos (Colombia) |

|             | 2 juni 1996 | Uruguay | 0 – 2   | Paraguay           | Estadio Centenario                                                      |                                                                         |
| 15:35 UTC−3 | 15:35 UTC−3 |         | Rapport | Arce 10′ Rojas 88′ | Montevideo Publik: 44 127 Domare: Marcio Rezende de Freitas (Brasilien) | Montevideo Publik: 44 127 Domare: Marcio Rezende de Freitas (Brasilien) |
| 15:35 UTC−3 | 15:35 UTC−3 |         |         |                    | Montevideo Publik: 44 127 Domare: Marcio Rezende de Freitas (Brasilien) | Montevideo Publik: 44 127 Domare: Marcio Rezende de Freitas (Brasilien) |
| 15:35 UTC−3 | 15:35 UTC−3 |         |         |                    | Montevideo Publik: 44 127 Domare: Marcio Rezende de Freitas (Brasilien) | Montevideo Publik: 44 127 Domare: Marcio Rezende de Freitas (Brasilien) |

|             | 6 juni 1996 | Peru        | 1 – 1   | Colombia        | Estadio Nacional del Perú                           |                                                     |
| 16:00 UTC−5 | 16:00 UTC−5 | Reynoso 47′ | Rapport | Aristizábal 60′ | Lima Publik: 43 345 Domare: Alfredo Rodas (Ecuador) | Lima Publik: 43 345 Domare: Alfredo Rodas (Ecuador) |
| 16:00 UTC−5 | 16:00 UTC−5 |             |         |                 | Lima Publik: 43 345 Domare: Alfredo Rodas (Ecuador) | Lima Publik: 43 345 Domare: Alfredo Rodas (Ecuador) |
| 16:00 UTC−5 | 16:00 UTC−5 |             |         |                 | Lima Publik: 43 345 Domare: Alfredo Rodas (Ecuador) | Lima Publik: 43 345 Domare: Alfredo Rodas (Ecuador) |

|             | 6 juni 1996 | Venezuela | 1 – 1   | Chile      | Estadio La Carolina                                      |                                                          |
| 17:00 UTC−4 | 17:00 UTC−4 | Guerra 8′ | Rapport | Margas 89′ | Barinas Publik: 874 Domare: Epifanio Gonzalez (Paraguay) | Barinas Publik: 874 Domare: Epifanio Gonzalez (Paraguay) |
| 17:00 UTC−4 | 17:00 UTC−4 |           |         |            | Barinas Publik: 874 Domare: Epifanio Gonzalez (Paraguay) | Barinas Publik: 874 Domare: Epifanio Gonzalez (Paraguay) |
| 17:00 UTC−4 | 17:00 UTC−4 |           |         |            | Barinas Publik: 874 Domare: Epifanio Gonzalez (Paraguay) | Barinas Publik: 874 Domare: Epifanio Gonzalez (Paraguay) |

### Omgång 3
|             | 6 juli 1996 | Chile                                 | 4 – 1   | Ecuador      | Estadio Nacional de Chile                            |                                                      |
| 16:00 UTC−4 | 16:00 UTC−4 | Zamorano 25′, 86′ Salas 75′ Estay 83′ | Rapport | Águinaga 73′ | Santiago Publik: 74 905 Domare: Pablo Peña (Bolivia) | Santiago Publik: 74 905 Domare: Pablo Peña (Bolivia) |
| 16:00 UTC−4 | 16:00 UTC−4 |                                       |         |              | Santiago Publik: 74 905 Domare: Pablo Peña (Bolivia) | Santiago Publik: 74 905 Domare: Pablo Peña (Bolivia) |
| 16:00 UTC−4 | 16:00 UTC−4 |                                       |         |              | Santiago Publik: 74 905 Domare: Pablo Peña (Bolivia) | Santiago Publik: 74 905 Domare: Pablo Peña (Bolivia) |

|             | 7 juli 1996 | Colombia                                | 3 – 1   | Uruguay    | Estadio Metropolitano Roberto Meléndez                       |                                                              |
| 15:30 UTC−5 | 15:30 UTC−5 | Asprilla 7′ Valderrama 20′ de Ávila 78′ | Rapport | Cedrés 57′ | Barranquilla Publik: 36 169 Domare: Ruben Ruscio (Argentina) | Barranquilla Publik: 36 169 Domare: Ruben Ruscio (Argentina) |
| 15:30 UTC−5 | 15:30 UTC−5 |                                         |         |            | Barranquilla Publik: 36 169 Domare: Ruben Ruscio (Argentina) | Barranquilla Publik: 36 169 Domare: Ruben Ruscio (Argentina) |
| 15:30 UTC−5 | 15:30 UTC−5 |                                         |         |            | Barranquilla Publik: 36 169 Domare: Ruben Ruscio (Argentina) | Barranquilla Publik: 36 169 Domare: Ruben Ruscio (Argentina) |

|             | 7 juli 1996 | Peru | 0 – 0   | Argentina | Estadio Nacional del Perú                                        |                                                                  |
| 15:30 UTC−5 | 15:30 UTC−5 |      | Rapport |           | Lima Publik: 43 675 Domare: Wilson de Souza Mendonça (Brasilien) | Lima Publik: 43 675 Domare: Wilson de Souza Mendonça (Brasilien) |
| 15:30 UTC−5 | 15:30 UTC−5 |      |         |           | Lima Publik: 43 675 Domare: Wilson de Souza Mendonça (Brasilien) | Lima Publik: 43 675 Domare: Wilson de Souza Mendonça (Brasilien) |
| 15:30 UTC−5 | 15:30 UTC−5 |      |         |           | Lima Publik: 43 675 Domare: Wilson de Souza Mendonça (Brasilien) | Lima Publik: 43 675 Domare: Wilson de Souza Mendonça (Brasilien) |

|             | 7 juli 1996 | Bolivia                                                                    | 6 – 1   | Venezuela     | Estadio Hernando Siles                                    |                                                           |
| 16:00 UTC−4 | 16:00 UTC−4 | Sandy 4′ Etcheverry 41′ Baldivieso 61′ Coimbra 67′ Suarez 78′ Paniagua 85′ | Rapport | Tortolero 65′ | La Paz Publik: 43 822 Domare: José Luis da Rosa (Uruguay) | La Paz Publik: 43 822 Domare: José Luis da Rosa (Uruguay) |
| 16:00 UTC−4 | 16:00 UTC−4 |                                                                            |         |               | La Paz Publik: 43 822 Domare: José Luis da Rosa (Uruguay) | La Paz Publik: 43 822 Domare: José Luis da Rosa (Uruguay) |
| 16:00 UTC−4 | 16:00 UTC−4 |                                                                            |         |               | La Paz Publik: 43 822 Domare: José Luis da Rosa (Uruguay) | La Paz Publik: 43 822 Domare: José Luis da Rosa (Uruguay) |

### Omgång 4
|             | 1 september 1996 | Ecuador     | 1 – 0   | Venezuela | Estadio Olímpico Atahualpa                         |                                                    |
| 11:30 UTC−5 | 11:30 UTC−5      | Águinaga 4′ | Rapport |           | Quito Publik: 36 889 Domare: Carlos Robles (Chile) | Quito Publik: 36 889 Domare: Carlos Robles (Chile) |
| 11:30 UTC−5 | 11:30 UTC−5      |             |         |           | Quito Publik: 36 889 Domare: Carlos Robles (Chile) | Quito Publik: 36 889 Domare: Carlos Robles (Chile) |
| 11:30 UTC−5 | 11:30 UTC−5      |             |         |           | Quito Publik: 36 889 Domare: Carlos Robles (Chile) | Quito Publik: 36 889 Domare: Carlos Robles (Chile) |

|             | 1 september 1996 | Bolivia | 0 – 0   | Peru | Estadio Hernando Siles                                   |                                                          |
| 15:00 UTC−4 | 15:00 UTC−4      |         | Rapport |      | La Paz Publik: 48 304 Domare: Óscar Alvarenga (Paraguay) | La Paz Publik: 48 304 Domare: Óscar Alvarenga (Paraguay) |
| 15:00 UTC−4 | 15:00 UTC−4      |         |         |      | La Paz Publik: 48 304 Domare: Óscar Alvarenga (Paraguay) | La Paz Publik: 48 304 Domare: Óscar Alvarenga (Paraguay) |
| 15:00 UTC−4 | 15:00 UTC−4      |         |         |      | La Paz Publik: 48 304 Domare: Óscar Alvarenga (Paraguay) | La Paz Publik: 48 304 Domare: Óscar Alvarenga (Paraguay) |

|             | 1 september 1996 | Colombia                           | 4 – 1   | Chile        | Estadio Metropolitano Roberto Meléndez                                     |                                                                            |
| 16:00 UTC−5 | 16:00 UTC−5      | Asprilla 3′, 31′, 47′ Bermúdez 43′ | Rapport | Zamorano 56′ | Barranquilla Publik: 34 000 Domare: Sidrack Marinho dos Santos (Brasilien) | Barranquilla Publik: 34 000 Domare: Sidrack Marinho dos Santos (Brasilien) |
| 16:00 UTC−5 | 16:00 UTC−5      |                                    |         |              | Barranquilla Publik: 34 000 Domare: Sidrack Marinho dos Santos (Brasilien) | Barranquilla Publik: 34 000 Domare: Sidrack Marinho dos Santos (Brasilien) |
| 16:00 UTC−5 | 16:00 UTC−5      |                                    |         |              | Barranquilla Publik: 34 000 Domare: Sidrack Marinho dos Santos (Brasilien) | Barranquilla Publik: 34 000 Domare: Sidrack Marinho dos Santos (Brasilien) |

|             | 1 september 1996 | Argentina     | 1 – 1   | Paraguay      | Estadio Monumental Antonio Vespucio Liberti                              |                                                                          |
| 18:10 UTC−3 | 18:10 UTC−3      | Batistuta 27′ | Rapport | Chilavert 47′ | Buenos Aires Publik: 65 500 Domare: Antônio Pereira da Silva (Brasilien) | Buenos Aires Publik: 65 500 Domare: Antônio Pereira da Silva (Brasilien) |
| 18:10 UTC−3 | 18:10 UTC−3      |               |         |               | Buenos Aires Publik: 65 500 Domare: Antônio Pereira da Silva (Brasilien) | Buenos Aires Publik: 65 500 Domare: Antônio Pereira da Silva (Brasilien) |
| 18:10 UTC−3 | 18:10 UTC−3      |               |         |               | Buenos Aires Publik: 65 500 Domare: Antônio Pereira da Silva (Brasilien) | Buenos Aires Publik: 65 500 Domare: Antônio Pereira da Silva (Brasilien) |

### Omgång 5
|             | 8 oktober 1996 | Uruguay  | 1 – 0   | Bolivia | Estadio Centenario                                            |                                                               |
| 20:30 UTC−3 | 20:30 UTC−3    | Moas 72′ | Rapport |         | Montevideo Publik: 60 000 Domare: Paolo Borgosano (Venezuela) | Montevideo Publik: 60 000 Domare: Paolo Borgosano (Venezuela) |
| 20:30 UTC−3 | 20:30 UTC−3    |          |         |         | Montevideo Publik: 60 000 Domare: Paolo Borgosano (Venezuela) | Montevideo Publik: 60 000 Domare: Paolo Borgosano (Venezuela) |
| 20:30 UTC−3 | 20:30 UTC−3    |          |         |         | Montevideo Publik: 60 000 Domare: Paolo Borgosano (Venezuela) | Montevideo Publik: 60 000 Domare: Paolo Borgosano (Venezuela) |

|             | 9 oktober 1996 | Ecuador | 0 – 1   | Colombia     | Estadio Olímpico Atahualpa                                |                                                           |
| 11:30 UTC−5 | 11:30 UTC−5    |         | Rapport | Asprilla 72′ | Quito Publik: 45 000 Domare: Horacio Elizondo (Argentina) | Quito Publik: 45 000 Domare: Horacio Elizondo (Argentina) |
| 11:30 UTC−5 | 11:30 UTC−5    |         |         |              | Quito Publik: 45 000 Domare: Horacio Elizondo (Argentina) | Quito Publik: 45 000 Domare: Horacio Elizondo (Argentina) |
| 11:30 UTC−5 | 11:30 UTC−5    |         |         |              | Quito Publik: 45 000 Domare: Horacio Elizondo (Argentina) | Quito Publik: 45 000 Domare: Horacio Elizondo (Argentina) |

|             | 9 oktober 1996 | Venezuela               | 2 – 5   | Argentina                                                   | Estadio Polideportivo de Pueblo Nuevo                              |                                                                    |
| 20:00 UTC−4 | 20:00 UTC−4    | Savarese 7′ Dudamel 87′ | Rapport | Ortega 35′ Sorín 65′ Simeone 77′ Morales 86′ Albornoz 90+1′ | San Cristóbal Publik: 30 000 Domare: Eduardo Dluzniewski (Uruguay) | San Cristóbal Publik: 30 000 Domare: Eduardo Dluzniewski (Uruguay) |
| 20:00 UTC−4 | 20:00 UTC−4    |                         |         |                                                             | San Cristóbal Publik: 30 000 Domare: Eduardo Dluzniewski (Uruguay) | San Cristóbal Publik: 30 000 Domare: Eduardo Dluzniewski (Uruguay) |
| 20:00 UTC−4 | 20:00 UTC−4    |                         |         |                                                             | San Cristóbal Publik: 30 000 Domare: Eduardo Dluzniewski (Uruguay) | San Cristóbal Publik: 30 000 Domare: Eduardo Dluzniewski (Uruguay) |

|             | 9 oktober 1996 | Paraguay                 | 2 – 1   | Chile      | Estadio Defensores del Chaco                          |                                                       |
| 21:00 UTC−3 | 21:00 UTC−3    | Gamarra 24′ Rivarola 63′ | Rapport | Margas 22′ | Asunción Publik: 45 000 Domare: Óscar Ruiz (Colombia) | Asunción Publik: 45 000 Domare: Óscar Ruiz (Colombia) |
| 21:00 UTC−3 | 21:00 UTC−3    |                          |         |            | Asunción Publik: 45 000 Domare: Óscar Ruiz (Colombia) | Asunción Publik: 45 000 Domare: Óscar Ruiz (Colombia) |
| 21:00 UTC−3 | 21:00 UTC−3    |                          |         |            | Asunción Publik: 45 000 Domare: Óscar Ruiz (Colombia) | Asunción Publik: 45 000 Domare: Óscar Ruiz (Colombia) |

### Omgång 6
|             | 10 november 1996 | Bolivia              | 2 – 2   | Colombia             | Estadio Hernando Siles                               |                                                      |
| 15:00 UTC−4 | 15:00 UTC−4      | Sandy 15′ Moreno 44′ | Rapport | Serna 40′ Rincón 54′ | La Paz Publik: 43 173 Domare: José Villamonte (Peru) | La Paz Publik: 43 173 Domare: José Villamonte (Peru) |
| 15:00 UTC−4 | 15:00 UTC−4      |                      |         |                      | La Paz Publik: 43 173 Domare: José Villamonte (Peru) | La Paz Publik: 43 173 Domare: José Villamonte (Peru) |
| 15:00 UTC−4 | 15:00 UTC−4      |                      |         |                      | La Paz Publik: 43 173 Domare: José Villamonte (Peru) | La Paz Publik: 43 173 Domare: José Villamonte (Peru) |

|             | 10 november 1996 | Peru                                     | 4 – 1   | Venezuela | Estadio Nacional del Perú                        |                                                  |
| 15:30 UTC−5 | 15:30 UTC−5      | Reynoso 4′ Julinho 21′ Palacios 49′, 83′ | Rapport | Díaz 78′  | Lima Publik: 3 136 Domare: René Ortubé (Bolivia) | Lima Publik: 3 136 Domare: René Ortubé (Bolivia) |
| 15:30 UTC−5 | 15:30 UTC−5      |                                          |         |           | Lima Publik: 3 136 Domare: René Ortubé (Bolivia) | Lima Publik: 3 136 Domare: René Ortubé (Bolivia) |
| 15:30 UTC−5 | 15:30 UTC−5      |                                          |         |           | Lima Publik: 3 136 Domare: René Ortubé (Bolivia) | Lima Publik: 3 136 Domare: René Ortubé (Bolivia) |

|             | 10 november 1996 | Paraguay    | 1 – 0   | Ecuador | Estadio Defensores del Chaco                               |                                                            |
| 18:00 UTC−3 | 18:00 UTC−3      | Benítez 24′ | Rapport |         | Asunción Publik: 31 002 Domare: Daniel Giménez (Argentina) | Asunción Publik: 31 002 Domare: Daniel Giménez (Argentina) |
| 18:00 UTC−3 | 18:00 UTC−3      |             |         |         | Asunción Publik: 31 002 Domare: Daniel Giménez (Argentina) | Asunción Publik: 31 002 Domare: Daniel Giménez (Argentina) |
| 18:00 UTC−3 | 18:00 UTC−3      |             |         |         | Asunción Publik: 31 002 Domare: Daniel Giménez (Argentina) | Asunción Publik: 31 002 Domare: Daniel Giménez (Argentina) |

|             | 12 november 1996 | Chile     | 1 – 0   | Uruguay | Estadio Nacional de Chile                               |                                                         |
| 21:30 UTC−3 | 21:30 UTC−3      | Salas 60′ | Rapport |         | Santiago Publik: 73 547 Domare: Angel Guevara (Ecuador) | Santiago Publik: 73 547 Domare: Angel Guevara (Ecuador) |
| 21:30 UTC−3 | 21:30 UTC−3      |           |         |         | Santiago Publik: 73 547 Domare: Angel Guevara (Ecuador) | Santiago Publik: 73 547 Domare: Angel Guevara (Ecuador) |
| 21:30 UTC−3 | 21:30 UTC−3      |           |         |         | Santiago Publik: 73 547 Domare: Angel Guevara (Ecuador) | Santiago Publik: 73 547 Domare: Angel Guevara (Ecuador) |

### Omgång 7
|             | 15 december 1996 | Bolivia | 0 – 0   | Paraguay | Estadio Hernando Siles                                 |                                                        |
| 15:00 UTC−4 | 15:00 UTC−4      |         | Rapport |          | La Paz Publik: 4 176 Domare: José Luis Parra (Uruguay) | La Paz Publik: 4 176 Domare: José Luis Parra (Uruguay) |
| 15:00 UTC−4 | 15:00 UTC−4      |         |         |          | La Paz Publik: 4 176 Domare: José Luis Parra (Uruguay) | La Paz Publik: 4 176 Domare: José Luis Parra (Uruguay) |
| 15:00 UTC−4 | 15:00 UTC−4      |         |         |          | La Paz Publik: 4 176 Domare: José Luis Parra (Uruguay) | La Paz Publik: 4 176 Domare: José Luis Parra (Uruguay) |

|             | 15 december 1996 | Venezuela | 0 – 2   | Colombia                   | Estadio Polideportivo de Pueblo Nuevo                       |                                                             |
| 16:00 UTC−4 | 16:00 UTC−4      |           | Rapport | Bermúdez 7′ Valenciano 50′ | San Cristóbal Publik: 25 000 Domare: Eduardo Gamboa (Chile) | San Cristóbal Publik: 25 000 Domare: Eduardo Gamboa (Chile) |
| 16:00 UTC−4 | 16:00 UTC−4      |           |         |                            | San Cristóbal Publik: 25 000 Domare: Eduardo Gamboa (Chile) | San Cristóbal Publik: 25 000 Domare: Eduardo Gamboa (Chile) |
| 16:00 UTC−4 | 16:00 UTC−4      |           |         |                            | San Cristóbal Publik: 25 000 Domare: Eduardo Gamboa (Chile) | San Cristóbal Publik: 25 000 Domare: Eduardo Gamboa (Chile) |

|             | 15 december 1996 | Argentina     | 1 – 1   | Chile       | Estadio Monumental Antonio Vespucio Liberti                  |                                                              |
| 20:00 UTC−3 | 20:00 UTC−3      | Batistuta 76′ | Rapport | Cornejo 52′ | Buenos Aires Publik: 59 970 Domare: Ubaldo Aquino (Paraguay) | Buenos Aires Publik: 59 970 Domare: Ubaldo Aquino (Paraguay) |
| 20:00 UTC−3 | 20:00 UTC−3      |               |         |             | Buenos Aires Publik: 59 970 Domare: Ubaldo Aquino (Paraguay) | Buenos Aires Publik: 59 970 Domare: Ubaldo Aquino (Paraguay) |
| 20:00 UTC−3 | 20:00 UTC−3      |               |         |             | Buenos Aires Publik: 59 970 Domare: Ubaldo Aquino (Paraguay) | Buenos Aires Publik: 59 970 Domare: Ubaldo Aquino (Paraguay) |

|             | 15 december 1996 | Uruguay                   | 2 – 0   | Peru | Estadio Centenario                                       |                                                          |
| 21:15 UTC−3 | 21:15 UTC−3      | Montero 2′ Bengoechea 38′ | Rapport |      | Montevideo Publik: 42 630 Domare: Felipe Paez (Colombia) | Montevideo Publik: 42 630 Domare: Felipe Paez (Colombia) |
| 21:15 UTC−3 | 21:15 UTC−3      |                           |         |      | Montevideo Publik: 42 630 Domare: Felipe Paez (Colombia) | Montevideo Publik: 42 630 Domare: Felipe Paez (Colombia) |
| 21:15 UTC−3 | 21:15 UTC−3      |                           |         |      | Montevideo Publik: 42 630 Domare: Felipe Paez (Colombia) | Montevideo Publik: 42 630 Domare: Felipe Paez (Colombia) |

### Omgång 8
|             | 12 januari 1997 | Venezuela | 0 – 2   | Paraguay              | Estadio Guillermo Soto Rosa                            |                                                        |
| 11:30 UTC−4 | 11:30 UTC−4     |           | Rapport | Benítez 6′ Enciso 62′ | Mérida Publik: 7 981 Domare: Ángel Sánchez (Argentina) | Mérida Publik: 7 981 Domare: Ángel Sánchez (Argentina) |
| 11:30 UTC−4 | 11:30 UTC−4     |           |         |                       | Mérida Publik: 7 981 Domare: Ángel Sánchez (Argentina) | Mérida Publik: 7 981 Domare: Ángel Sánchez (Argentina) |
| 11:30 UTC−4 | 11:30 UTC−4     |           |         |                       | Mérida Publik: 7 981 Domare: Ángel Sánchez (Argentina) | Mérida Publik: 7 981 Domare: Ángel Sánchez (Argentina) |

|             | 12 januari 1997 | Bolivia                  | 2 – 0   | Ecuador | Estadio Hernando Siles                              |                                                     |
| 15:00 UTC−4 | 15:00 UTC−4     | Moreno 7′ Etcheverry 12′ | Rapport |         | La Paz Publik: 39 968 Domare: Óscar Ruiz (Colombia) | La Paz Publik: 39 968 Domare: Óscar Ruiz (Colombia) |
| 15:00 UTC−4 | 15:00 UTC−4     |                          |         |         | La Paz Publik: 39 968 Domare: Óscar Ruiz (Colombia) | La Paz Publik: 39 968 Domare: Óscar Ruiz (Colombia) |
| 15:00 UTC−4 | 15:00 UTC−4     |                          |         |         | La Paz Publik: 39 968 Domare: Óscar Ruiz (Colombia) | La Paz Publik: 39 968 Domare: Óscar Ruiz (Colombia) |

|             | 12 januari 1997 | Peru                     | 2 – 1   | Chile        | Estadio Nacional del Perú                         |                                                   |
| 16:00 UTC−5 | 16:00 UTC−5     | Maestri 15′ Palacios 34′ | Rapport | Zamorano 88′ | Lima Publik: 35 373 Domare: José Varela (Uruguay) | Lima Publik: 35 373 Domare: José Varela (Uruguay) |
| 16:00 UTC−5 | 16:00 UTC−5     |                          |         |              | Lima Publik: 35 373 Domare: José Varela (Uruguay) | Lima Publik: 35 373 Domare: José Varela (Uruguay) |
| 16:00 UTC−5 | 16:00 UTC−5     |                          |         |              | Lima Publik: 35 373 Domare: José Varela (Uruguay) | Lima Publik: 35 373 Domare: José Varela (Uruguay) |

|             | 12 januari 1997 | Uruguay | 0 – 0   | Argentina | Estadio Centenario                                                      |                                                                         |
| 21:30 UTC−3 | 21:30 UTC−3     |         | Rapport |           | Montevideo Publik: 62 000 Domare: Márcio Rezende de Freitas (Brasilien) | Montevideo Publik: 62 000 Domare: Márcio Rezende de Freitas (Brasilien) |
| 21:30 UTC−3 | 21:30 UTC−3     |         |         |           | Montevideo Publik: 62 000 Domare: Márcio Rezende de Freitas (Brasilien) | Montevideo Publik: 62 000 Domare: Márcio Rezende de Freitas (Brasilien) |
| 21:30 UTC−3 | 21:30 UTC−3     |         |         |           | Montevideo Publik: 62 000 Domare: Márcio Rezende de Freitas (Brasilien) | Montevideo Publik: 62 000 Domare: Márcio Rezende de Freitas (Brasilien) |

### Omgång 9
|             | 12 februari 1997 | Ecuador                                       | 4 – 0   | Uruguay | Estadio Olímpico Atahualpa                                |                                                           |
| 11:30 UTC−5 | 11:30 UTC−5      | Aguinaga 6′ Delgado 68′, 76′ Cléber Chalá 87′ | Rapport |         | Quito Publik: 18 000 Domare: Javier Castrilli (Argentina) | Quito Publik: 18 000 Domare: Javier Castrilli (Argentina) |
| 11:30 UTC−5 | 11:30 UTC−5      |                                               |         |         | Quito Publik: 18 000 Domare: Javier Castrilli (Argentina) | Quito Publik: 18 000 Domare: Javier Castrilli (Argentina) |
| 11:30 UTC−5 | 11:30 UTC−5      |                                               |         |         | Quito Publik: 18 000 Domare: Javier Castrilli (Argentina) | Quito Publik: 18 000 Domare: Javier Castrilli (Argentina) |

|             | 12 februari 1997 | Bolivia   | 1 – 1   | Chile        | Estadio Hernando Siles                               |                                                      |
| 15:00 UTC−4 | 15:00 UTC−4      | Soria 28′ | Rapport | González 44′ | La Paz Publik: 41 908 Domare: Alberto Noriega (Peru) | La Paz Publik: 41 908 Domare: Alberto Noriega (Peru) |
| 15:00 UTC−4 | 15:00 UTC−4      |           |         |              | La Paz Publik: 41 908 Domare: Alberto Noriega (Peru) | La Paz Publik: 41 908 Domare: Alberto Noriega (Peru) |
| 15:00 UTC−4 | 15:00 UTC−4      |           |         |              | La Paz Publik: 41 908 Domare: Alberto Noriega (Peru) | La Paz Publik: 41 908 Domare: Alberto Noriega (Peru) |

|             | 12 februari 1997 | Colombia | 0 – 1   | Argentina | Estadio Metropolitano Roberto Meléndez                                   |                                                                          |
| 16:00 UTC−5 | 16:00 UTC−5      |          | Rapport | López 10′ | Barranquilla Publik: 70 000 Domare: Antônio Pereira da Silva (Brasilien) | Barranquilla Publik: 70 000 Domare: Antônio Pereira da Silva (Brasilien) |
| 16:00 UTC−5 | 16:00 UTC−5      |          |         |           | Barranquilla Publik: 70 000 Domare: Antônio Pereira da Silva (Brasilien) | Barranquilla Publik: 70 000 Domare: Antônio Pereira da Silva (Brasilien) |
| 16:00 UTC−5 | 16:00 UTC−5      |          |         |           | Barranquilla Publik: 70 000 Domare: Antônio Pereira da Silva (Brasilien) | Barranquilla Publik: 70 000 Domare: Antônio Pereira da Silva (Brasilien) |

|             | 12 februari 1997 | Paraguay               | 2 – 1   | Peru       | Estadio Defensores del Chaco                                 |                                                              |
| 22:00 UTC−3 | 22:00 UTC−3      | Rivarola 12′ Rojas 40′ | Rapport | Pereda 33′ | Asunción Publik: 32 000 Domare: Mario Sánchez Yanten (Chile) | Asunción Publik: 32 000 Domare: Mario Sánchez Yanten (Chile) |
| 22:00 UTC−3 | 22:00 UTC−3      |                        |         |            | Asunción Publik: 32 000 Domare: Mario Sánchez Yanten (Chile) | Asunción Publik: 32 000 Domare: Mario Sánchez Yanten (Chile) |
| 22:00 UTC−3 | 22:00 UTC−3      |                        |         |            | Asunción Publik: 32 000 Domare: Mario Sánchez Yanten (Chile) | Asunción Publik: 32 000 Domare: Mario Sánchez Yanten (Chile) |

### Omgång 10
|             | 2 april 1997 | Bolivia                 | 2 – 1   | Argentina    | Estadio Hernando Siles                                               |                                                                      |
| 16:10 UTC−4 | 16:10 UTC−4  | Sandy 8′ Ochoaizpur 48′ | Rapport | Gorosito 41′ | La Paz Publik: 44 372 Domare: Sidrack Marinho dos Santos (Brasilien) | La Paz Publik: 44 372 Domare: Sidrack Marinho dos Santos (Brasilien) |
| 16:10 UTC−4 | 16:10 UTC−4  |                         |         |              | La Paz Publik: 44 372 Domare: Sidrack Marinho dos Santos (Brasilien) | La Paz Publik: 44 372 Domare: Sidrack Marinho dos Santos (Brasilien) |
| 16:10 UTC−4 | 16:10 UTC−4  |                         |         |              | La Paz Publik: 44 372 Domare: Sidrack Marinho dos Santos (Brasilien) | La Paz Publik: 44 372 Domare: Sidrack Marinho dos Santos (Brasilien) |

|             | 2 april 1997 | Peru         | 1 – 1   | Ecuador      | Estadio Nacional del Perú                               |                                                         |
| 20:00 UTC−5 | 20:00 UTC−5  | Palacios 58′ | Rapport | Aguinaga 78′ | Lima Publik: 42 299 Domare: John Toro Rendón (Colombia) | Lima Publik: 42 299 Domare: John Toro Rendón (Colombia) |
| 20:00 UTC−5 | 20:00 UTC−5  |              |         |              | Lima Publik: 42 299 Domare: John Toro Rendón (Colombia) | Lima Publik: 42 299 Domare: John Toro Rendón (Colombia) |
| 20:00 UTC−5 | 20:00 UTC−5  |              |         |              | Lima Publik: 42 299 Domare: John Toro Rendón (Colombia) | Lima Publik: 42 299 Domare: John Toro Rendón (Colombia) |

|             | 2 april 1997 | Uruguay                                 | 3 – 1   | Venezuela     | Estadio Centenario                                      |                                                         |
| 20:30 UTC−3 | 20:30 UTC−3  | De Los Santos 29′ Montero 46′ Otero 59′ | Rapport | Castellín 55′ | Montevideo Publik: 37 000 Domare: René Ortubé (Bolivia) | Montevideo Publik: 37 000 Domare: René Ortubé (Bolivia) |
| 20:30 UTC−3 | 20:30 UTC−3  |                                         |         |               | Montevideo Publik: 37 000 Domare: René Ortubé (Bolivia) | Montevideo Publik: 37 000 Domare: René Ortubé (Bolivia) |
| 20:30 UTC−3 | 20:30 UTC−3  |                                         |         |               | Montevideo Publik: 37 000 Domare: René Ortubé (Bolivia) | Montevideo Publik: 37 000 Domare: René Ortubé (Bolivia) |

|             | 2 april 1997 | Paraguay                    | 2 – 1   | Colombia  | Estadio Defensores del Chaco                                         |                                                                      |
| 21:00 UTC−4 | 21:00 UTC−4  | Galeano 30′ (sjm.) Soto 82′ | Rapport | Serna 80′ | Asunción Publik: 37 297 Domare: Wilson de Souza Mendonça (Brasilien) | Asunción Publik: 37 297 Domare: Wilson de Souza Mendonça (Brasilien) |
| 21:00 UTC−4 | 21:00 UTC−4  |                             |         |           | Asunción Publik: 37 297 Domare: Wilson de Souza Mendonça (Brasilien) | Asunción Publik: 37 297 Domare: Wilson de Souza Mendonça (Brasilien) |
| 21:00 UTC−4 | 21:00 UTC−4  |                             |         |           | Asunción Publik: 37 297 Domare: Wilson de Souza Mendonça (Brasilien) | Asunción Publik: 37 297 Domare: Wilson de Souza Mendonça (Brasilien) |

### Omgång 11
|             | 29 april 1997 | Chile                                      | 6 – 0   | Venezuela | Estadio Monumental David Arellano                       |                                                         |
| 21:15 UTC−4 | 21:15 UTC−4   | Zamorano 19′, 27′, 32′, 47′, 85′ Reyes 66′ | Rapport |           | Santiago Publik: 4 234 Domare: Gilberto Alcalá (Mexiko) | Santiago Publik: 4 234 Domare: Gilberto Alcalá (Mexiko) |
| 21:15 UTC−4 | 21:15 UTC−4   |                                            |         |           | Santiago Publik: 4 234 Domare: Gilberto Alcalá (Mexiko) | Santiago Publik: 4 234 Domare: Gilberto Alcalá (Mexiko) |
| 21:15 UTC−4 | 21:15 UTC−4   |                                            |         |           | Santiago Publik: 4 234 Domare: Gilberto Alcalá (Mexiko) | Santiago Publik: 4 234 Domare: Gilberto Alcalá (Mexiko) |

|             | 30 april 1997 | Argentina             | 2 – 1   | Ecuador      | Estadio Monumental Antonio Vespucio Liberti                                  |                                                                              |
| 21:10 UTC−3 | 21:10 UTC−3   | Ortega 18′ Crespo 30′ | Rapport | Aguinaga 73′ | Buenos Aires Publik: 62 300 Domare: Félix Ramón Benegas Caballero (Paraguay) | Buenos Aires Publik: 62 300 Domare: Félix Ramón Benegas Caballero (Paraguay) |
| 21:10 UTC−3 | 21:10 UTC−3   |                       |         |              | Buenos Aires Publik: 62 300 Domare: Félix Ramón Benegas Caballero (Paraguay) | Buenos Aires Publik: 62 300 Domare: Félix Ramón Benegas Caballero (Paraguay) |
| 21:10 UTC−3 | 21:10 UTC−3   |                       |         |              | Buenos Aires Publik: 62 300 Domare: Félix Ramón Benegas Caballero (Paraguay) | Buenos Aires Publik: 62 300 Domare: Félix Ramón Benegas Caballero (Paraguay) |

|             | 30 april 1997 | Paraguay                              | 3 – 1   | Uruguay   | Estadio Defensores del Chaco                                         |                                                                      |
| 21:00 UTC−4 | 21:00 UTC−4   | Rojas 37′ Cardozo 73′ Soto 83′ (str.) | Rapport | Silva 87′ | Asunción Publik: 34 101 Domare: Antônio Pereira Da Silva (Brasilien) | Asunción Publik: 34 101 Domare: Antônio Pereira Da Silva (Brasilien) |
| 21:00 UTC−4 | 21:00 UTC−4   |                                       |         |           | Asunción Publik: 34 101 Domare: Antônio Pereira Da Silva (Brasilien) | Asunción Publik: 34 101 Domare: Antônio Pereira Da Silva (Brasilien) |
| 21:00 UTC−4 | 21:00 UTC−4   |                                       |         |           | Asunción Publik: 34 101 Domare: Antônio Pereira Da Silva (Brasilien) | Asunción Publik: 34 101 Domare: Antônio Pereira Da Silva (Brasilien) |

|             | 30 april 1997 | Colombia | 0 – 1   | Peru       | Estadio Metropolitano Roberto Meléndez                                    |                                                                           |
| 21:00 UTC−5 | 21:00 UTC−5   |          | Rapport | Pereda 62′ | Barranquilla Publik: 22 172 Domare: Márcio Rezende de Freitas (Brasilien) | Barranquilla Publik: 22 172 Domare: Márcio Rezende de Freitas (Brasilien) |
| 21:00 UTC−5 | 21:00 UTC−5   |          |         |            | Barranquilla Publik: 22 172 Domare: Márcio Rezende de Freitas (Brasilien) | Barranquilla Publik: 22 172 Domare: Márcio Rezende de Freitas (Brasilien) |
| 21:00 UTC−5 | 21:00 UTC−5   |          |         |            | Barranquilla Publik: 22 172 Domare: Márcio Rezende de Freitas (Brasilien) | Barranquilla Publik: 22 172 Domare: Márcio Rezende de Freitas (Brasilien) |

### Omgång 12
|             | 8 juni 1997 | Ecuador      | 1 – 1   | Chile     | Estadio Olímpico Atahualpa                             |                                                        |
| 11:30 UTC−5 | 11:30 UTC−5 | Graziani 43′ | Rapport | Salas 53′ | Quito Publik: 42 225 Domare: Benito Archundia (Mexiko) | Quito Publik: 42 225 Domare: Benito Archundia (Mexiko) |
| 11:30 UTC−5 | 11:30 UTC−5 |              |         |           | Quito Publik: 42 225 Domare: Benito Archundia (Mexiko) | Quito Publik: 42 225 Domare: Benito Archundia (Mexiko) |
| 11:30 UTC−5 | 11:30 UTC−5 |              |         |           | Quito Publik: 42 225 Domare: Benito Archundia (Mexiko) | Quito Publik: 42 225 Domare: Benito Archundia (Mexiko) |

|             | 8 juni 1997 | Argentina              | 2 – 0   | Peru | Estadio Monumental Antonio Vespucio Liberti                              |                                                                          |
| 18:10 UTC−3 | 18:10 UTC−3 | Crespo 30′ Simeone 46′ | Rapport |      | Buenos Aires Publik: 5 669 Domare: Claudio Vinicius Cerdeira (Brasilien) | Buenos Aires Publik: 5 669 Domare: Claudio Vinicius Cerdeira (Brasilien) |
| 18:10 UTC−3 | 18:10 UTC−3 |                        |         |      | Buenos Aires Publik: 5 669 Domare: Claudio Vinicius Cerdeira (Brasilien) | Buenos Aires Publik: 5 669 Domare: Claudio Vinicius Cerdeira (Brasilien) |
| 18:10 UTC−3 | 18:10 UTC−3 |                        |         |      | Buenos Aires Publik: 5 669 Domare: Claudio Vinicius Cerdeira (Brasilien) | Buenos Aires Publik: 5 669 Domare: Claudio Vinicius Cerdeira (Brasilien) |

|             | 8 juni 1997 | Uruguay  | 1 – 1   | Colombia   | Estadio Centenario                                                     |                                                                        |
| 15:30 UTC−3 | 15:30 UTC−3 | Silva 6′ | Rapport | Ricard 47′ | Montevideo Publik: 37 200 Domare: Francisco Mourao Dacildo (Brasilien) | Montevideo Publik: 37 200 Domare: Francisco Mourao Dacildo (Brasilien) |
| 15:30 UTC−3 | 15:30 UTC−3 |          |         |            | Montevideo Publik: 37 200 Domare: Francisco Mourao Dacildo (Brasilien) | Montevideo Publik: 37 200 Domare: Francisco Mourao Dacildo (Brasilien) |
| 15:30 UTC−3 | 15:30 UTC−3 |          |         |            | Montevideo Publik: 37 200 Domare: Francisco Mourao Dacildo (Brasilien) | Montevideo Publik: 37 200 Domare: Francisco Mourao Dacildo (Brasilien) |

|             | 8 juni 1997 | Venezuela    | 1 – 1   | Bolivia      | Estadio Luis Loreto Lira                                           |                                                                    |
| 16:00 UTC−4 | 16:00 UTC−4 | Savarese 70′ | Rapport | Castillo 80′ | Valera Publik: 3 352 Domare: Márcio Rezende de Freitas (Brasilien) | Valera Publik: 3 352 Domare: Márcio Rezende de Freitas (Brasilien) |
| 16:00 UTC−4 | 16:00 UTC−4 |              |         |              | Valera Publik: 3 352 Domare: Márcio Rezende de Freitas (Brasilien) | Valera Publik: 3 352 Domare: Márcio Rezende de Freitas (Brasilien) |
| 16:00 UTC−4 | 16:00 UTC−4 |              |         |              | Valera Publik: 3 352 Domare: Márcio Rezende de Freitas (Brasilien) | Valera Publik: 3 352 Domare: Márcio Rezende de Freitas (Brasilien) |

### Omgång 13
|             | 5 juli 1997 | Chile                                   | 4 – 1   | Colombia   | Estadio Nacional de Chile                                   |                                                             |
| 20:30 UTC−4 | 20:30 UTC−4 | Salas 16′, 26′, 41′ Zamorano 90′ (str.) | Rapport | Ricard 52′ | Santiago Publik: 75 617 Domare: Paolo Borgozano (Venezuela) | Santiago Publik: 75 617 Domare: Paolo Borgozano (Venezuela) |
| 20:30 UTC−4 | 20:30 UTC−4 |                                         |         |            | Santiago Publik: 75 617 Domare: Paolo Borgozano (Venezuela) | Santiago Publik: 75 617 Domare: Paolo Borgozano (Venezuela) |
| 20:30 UTC−4 | 20:30 UTC−4 |                                         |         |            | Santiago Publik: 75 617 Domare: Paolo Borgozano (Venezuela) | Santiago Publik: 75 617 Domare: Paolo Borgozano (Venezuela) |

|             | 6 juli 1997 | Paraguay  | 1 – 2   | Argentina              | Estadio Defensores del Chaco                                          |                                                                       |
| 15:15 UTC−4 | 15:15 UTC−4 | Acuña 59′ | Rapport | Gallardo 30′ Verón 41′ | Asunción Publik: 30 000 Domare: Márcio Rezende de Freitas (Brasilien) | Asunción Publik: 30 000 Domare: Márcio Rezende de Freitas (Brasilien) |
| 15:15 UTC−4 | 15:15 UTC−4 |           |         |                        | Asunción Publik: 30 000 Domare: Márcio Rezende de Freitas (Brasilien) | Asunción Publik: 30 000 Domare: Márcio Rezende de Freitas (Brasilien) |
| 15:15 UTC−4 | 15:15 UTC−4 |           |         |                        | Asunción Publik: 30 000 Domare: Márcio Rezende de Freitas (Brasilien) | Asunción Publik: 30 000 Domare: Márcio Rezende de Freitas (Brasilien) |

|             | 6 juli 1997 | Peru              | 2 – 1   | Bolivia       | Estadio Nacional del Perú                                        |                                                                  |
| 15:30 UTC−5 | 15:30 UTC−5 | Carty 9′ Soto 53′ | Rapport | Cristaldo 56′ | Lima Publik: 31 489 Domare: Wilson de Souza Mendonça (Brasilien) | Lima Publik: 31 489 Domare: Wilson de Souza Mendonça (Brasilien) |
| 15:30 UTC−5 | 15:30 UTC−5 |                   |         |               | Lima Publik: 31 489 Domare: Wilson de Souza Mendonça (Brasilien) | Lima Publik: 31 489 Domare: Wilson de Souza Mendonça (Brasilien) |
| 15:30 UTC−5 | 15:30 UTC−5 |                   |         |               | Lima Publik: 31 489 Domare: Wilson de Souza Mendonça (Brasilien) | Lima Publik: 31 489 Domare: Wilson de Souza Mendonça (Brasilien) |

|             | 6 juli 1997 | Venezuela   | 1 – 1   | Ecuador     | Estadio José Pachencho Romero                        |                                                      |
| 16:00 UTC−4 | 16:00 UTC−4 | Miranda 75′ | Rapport | Hurtado 55′ | Maracaibo Publik: 4 729 Domare: Arturo Angeles (USA) | Maracaibo Publik: 4 729 Domare: Arturo Angeles (USA) |
| 16:00 UTC−4 | 16:00 UTC−4 |             |         |             | Maracaibo Publik: 4 729 Domare: Arturo Angeles (USA) | Maracaibo Publik: 4 729 Domare: Arturo Angeles (USA) |
| 16:00 UTC−4 | 16:00 UTC−4 |             |         |             | Maracaibo Publik: 4 729 Domare: Arturo Angeles (USA) | Maracaibo Publik: 4 729 Domare: Arturo Angeles (USA) |

### Omgång 14
|             | 20 juli 1997 | Argentina          | 2 – 0   | Venezuela | Estadio Monumental Antonio Vespucio Liberti                              |                                                                          |
| 18:10 UTC−3 | 18:10 UTC−3  | Crespo 31′ Paz 58′ | Rapport |           | Buenos Aires Publik: 48 000 Domare: Wilson de Souza Mendonça (Brasilien) | Buenos Aires Publik: 48 000 Domare: Wilson de Souza Mendonça (Brasilien) |
| 18:10 UTC−3 | 18:10 UTC−3  |                    |         |           | Buenos Aires Publik: 48 000 Domare: Wilson de Souza Mendonça (Brasilien) | Buenos Aires Publik: 48 000 Domare: Wilson de Souza Mendonça (Brasilien) |
| 18:10 UTC−3 | 18:10 UTC−3  |                    |         |           | Buenos Aires Publik: 48 000 Domare: Wilson de Souza Mendonça (Brasilien) | Buenos Aires Publik: 48 000 Domare: Wilson de Souza Mendonça (Brasilien) |

|             | 20 juli 1997 | Bolivia        | 1 – 0   | Uruguay | Estadio Hernando Siles                                      |                                                             |
| 15:00 UTC−4 | 15:00 UTC−4  | Etcheverry 75′ | Rapport |         | La Paz Publik: 27 874 Domare: Arturo Brizio Carter (Mexiko) | La Paz Publik: 27 874 Domare: Arturo Brizio Carter (Mexiko) |
| 15:00 UTC−4 | 15:00 UTC−4  |                |         |         | La Paz Publik: 27 874 Domare: Arturo Brizio Carter (Mexiko) | La Paz Publik: 27 874 Domare: Arturo Brizio Carter (Mexiko) |
| 15:00 UTC−4 | 15:00 UTC−4  |                |         |         | La Paz Publik: 27 874 Domare: Arturo Brizio Carter (Mexiko) | La Paz Publik: 27 874 Domare: Arturo Brizio Carter (Mexiko) |

|             | 20 juli 1997 | Colombia     | 1 – 0   | Ecuador | Estadio Metropolitano Roberto Meléndez                                    |                                                                           |
| 15:30 UTC−5 | 15:30 UTC−5  | de Ávila 83′ | Rapport |         | Barranquilla Publik: 35 000 Domare: Márcio Rezende de Freitas (Brasilien) | Barranquilla Publik: 35 000 Domare: Márcio Rezende de Freitas (Brasilien) |
| 15:30 UTC−5 | 15:30 UTC−5  |              |         |         | Barranquilla Publik: 35 000 Domare: Márcio Rezende de Freitas (Brasilien) | Barranquilla Publik: 35 000 Domare: Márcio Rezende de Freitas (Brasilien) |
| 15:30 UTC−5 | 15:30 UTC−5  |              |         |         | Barranquilla Publik: 35 000 Domare: Márcio Rezende de Freitas (Brasilien) | Barranquilla Publik: 35 000 Domare: Márcio Rezende de Freitas (Brasilien) |

|             | 20 juli 1997 | Chile                   | 2 – 1   | Paraguay     | Estadio Nacional de Chile                                    |                                                              |
| 20:30 UTC−4 | 20:30 UTC−4  | Zamorano 9′ (str.), 51′ | Rapport | Brizuela 61′ | Santiago Publik: 75 143 Domare: Rafael Torrealba (Venezuela) | Santiago Publik: 75 143 Domare: Rafael Torrealba (Venezuela) |
| 20:30 UTC−4 | 20:30 UTC−4  |                         |         |              | Santiago Publik: 75 143 Domare: Rafael Torrealba (Venezuela) | Santiago Publik: 75 143 Domare: Rafael Torrealba (Venezuela) |
| 20:30 UTC−4 | 20:30 UTC−4  |                         |         |              | Santiago Publik: 75 143 Domare: Rafael Torrealba (Venezuela) | Santiago Publik: 75 143 Domare: Rafael Torrealba (Venezuela) |

### Omgång 15
|             | 20 augusti 1997 | Uruguay   | 1 – 0   | Chile | Estadio Centenario                                                     |                                                                        |
| 20:00 UTC−3 | 20:00 UTC−3     | Otero 20′ | Rapport |       | Montevideo Publik: 45 000 Domare: Antônio Pereira da Silva (Brasilien) | Montevideo Publik: 45 000 Domare: Antônio Pereira da Silva (Brasilien) |
| 20:00 UTC−3 | 20:00 UTC−3     |           |         |       | Montevideo Publik: 45 000 Domare: Antônio Pereira da Silva (Brasilien) | Montevideo Publik: 45 000 Domare: Antônio Pereira da Silva (Brasilien) |
| 20:00 UTC−3 | 20:00 UTC−3     |           |         |       | Montevideo Publik: 45 000 Domare: Antônio Pereira da Silva (Brasilien) | Montevideo Publik: 45 000 Domare: Antônio Pereira da Silva (Brasilien) |

|             | 20 augusti 1997 | Colombia                                | 3 – 0   | Bolivia | Estadio Metropolitano Roberto Meléndez                                    |                                                                           |
| 21:00 UTC−5 | 21:00 UTC−5     | de Ávila 1′ Valderrama 30′ Asprilla 76′ | Rapport |         | Barranquilla Publik: 25 912 Domare: Claudio Vinicius Cerdeira (Brasilien) | Barranquilla Publik: 25 912 Domare: Claudio Vinicius Cerdeira (Brasilien) |
| 21:00 UTC−5 | 21:00 UTC−5     |                                         |         |         | Barranquilla Publik: 25 912 Domare: Claudio Vinicius Cerdeira (Brasilien) | Barranquilla Publik: 25 912 Domare: Claudio Vinicius Cerdeira (Brasilien) |
| 21:00 UTC−5 | 21:00 UTC−5     |                                         |         |         | Barranquilla Publik: 25 912 Domare: Claudio Vinicius Cerdeira (Brasilien) | Barranquilla Publik: 25 912 Domare: Claudio Vinicius Cerdeira (Brasilien) |

|             | 20 augusti 1997 | Ecuador                   | 2 – 1   | Paraguay | Estadio Olímpico Atahualpa                          |                                                     |
| 11:30 UTC−5 | 11:30 UTC−5     | Aguinaga 53′ Graziani 72′ | Rapport | Báez 5′  | Quito Domare: Rodrigo Badilla Sequeira (Costa Rica) | Quito Domare: Rodrigo Badilla Sequeira (Costa Rica) |
| 11:30 UTC−5 | 11:30 UTC−5     |                           |         |          | Quito Domare: Rodrigo Badilla Sequeira (Costa Rica) | Quito Domare: Rodrigo Badilla Sequeira (Costa Rica) |
| 11:30 UTC−5 | 11:30 UTC−5     |                           |         |          | Quito Domare: Rodrigo Badilla Sequeira (Costa Rica) | Quito Domare: Rodrigo Badilla Sequeira (Costa Rica) |

|             | 20 augusti 1997 | Venezuela | 0 – 3   | Peru                                | Estadio La Carolina                                        |                                                            |
| 18:00 UTC−4 | 18:00 UTC−4     |           | Rapport | Marengo 14′ Julinho 54′ Maestri 81′ | Barinas Publik: 10 000 Domare: Peter Prendergast (Jamaica) | Barinas Publik: 10 000 Domare: Peter Prendergast (Jamaica) |
| 18:00 UTC−4 | 18:00 UTC−4     |           |         |                                     | Barinas Publik: 10 000 Domare: Peter Prendergast (Jamaica) | Barinas Publik: 10 000 Domare: Peter Prendergast (Jamaica) |
| 18:00 UTC−4 | 18:00 UTC−4     |           |         |                                     | Barinas Publik: 10 000 Domare: Peter Prendergast (Jamaica) | Barinas Publik: 10 000 Domare: Peter Prendergast (Jamaica) |

### Omgång 16
|             | 10 september 1997 | Chile     | 1 – 2   | Argentina              | Estadio Nacional de Chile                                            |                                                                      |
| 18:00 UTC−4 | 18:00 UTC−4       | Salas 34′ | Rapport | Gallardo 25′ López 86′ | Santiago Publik: 73 644 Domare: Francisco Mourão Dacildo (Brasilien) | Santiago Publik: 73 644 Domare: Francisco Mourão Dacildo (Brasilien) |
| 18:00 UTC−4 | 18:00 UTC−4       |           |         |                        | Santiago Publik: 73 644 Domare: Francisco Mourão Dacildo (Brasilien) | Santiago Publik: 73 644 Domare: Francisco Mourão Dacildo (Brasilien) |
| 18:00 UTC−4 | 18:00 UTC−4       |           |         |                        | Santiago Publik: 73 644 Domare: Francisco Mourão Dacildo (Brasilien) | Santiago Publik: 73 644 Domare: Francisco Mourão Dacildo (Brasilien) |

|             | 10 september 1997 | Peru                   | 2 – 1   | Uruguay    | Estadio Nacional del Perú                             |                                                       |
| 20:00 UTC−5 | 20:00 UTC−5       | Palacios 57′ Carty 60′ | Rapport | Recoba 43′ | Lima Publik: 34 721 Domare: Esfandiar Baharmast (USA) | Lima Publik: 34 721 Domare: Esfandiar Baharmast (USA) |
| 20:00 UTC−5 | 20:00 UTC−5       |                        |         |            | Lima Publik: 34 721 Domare: Esfandiar Baharmast (USA) | Lima Publik: 34 721 Domare: Esfandiar Baharmast (USA) |
| 20:00 UTC−5 | 20:00 UTC−5       |                        |         |            | Lima Publik: 34 721 Domare: Esfandiar Baharmast (USA) | Lima Publik: 34 721 Domare: Esfandiar Baharmast (USA) |

|             | 10 september 1997 | Colombia    | 1 – 0   | Venezuela | Estadio Metropolitano Roberto Meléndez                          |                                                                 |
| 21:00 UTC−5 | 21:00 UTC−5       | Cabrera 68′ | Rapport |           | Barranquilla Publik: 35 000 Domare: Carlos Pimentel (Brasilien) | Barranquilla Publik: 35 000 Domare: Carlos Pimentel (Brasilien) |
| 21:00 UTC−5 | 21:00 UTC−5       |             |         |           | Barranquilla Publik: 35 000 Domare: Carlos Pimentel (Brasilien) | Barranquilla Publik: 35 000 Domare: Carlos Pimentel (Brasilien) |
| 21:00 UTC−5 | 21:00 UTC−5       |             |         |           | Barranquilla Publik: 35 000 Domare: Carlos Pimentel (Brasilien) | Barranquilla Publik: 35 000 Domare: Carlos Pimentel (Brasilien) |

|             | 10 september 1997 | Paraguay                | 2 – 1   | Bolivia    | Estadio Defensores del Chaco                              |                                                           |
| 21:00 UTC−4 | 21:00 UTC−4       | Benítez 26′ Gamarra 37′ | Rapport | Suárez 58′ | Asunción Publik: 40 341 Domare: Benito Archundia (Mexiko) | Asunción Publik: 40 341 Domare: Benito Archundia (Mexiko) |
| 21:00 UTC−4 | 21:00 UTC−4       |                         |         |            | Asunción Publik: 40 341 Domare: Benito Archundia (Mexiko) | Asunción Publik: 40 341 Domare: Benito Archundia (Mexiko) |
| 21:00 UTC−4 | 21:00 UTC−4       |                         |         |            | Asunción Publik: 40 341 Domare: Benito Archundia (Mexiko) | Asunción Publik: 40 341 Domare: Benito Archundia (Mexiko) |

### Omgång 17
|             | 12 oktober 1997 | Argentina | 0 – 0   | Uruguay | Estadio Monumental Antonio Vespucio Liberti                               |                                                                           |
| 18:15 UTC−3 | 18:15 UTC−3     |           | Rapport |         | Buenos Aires Publik: 52 000 Domare: Claudio Vinicius Cerdeira (Brasilien) | Buenos Aires Publik: 52 000 Domare: Claudio Vinicius Cerdeira (Brasilien) |
| 18:15 UTC−3 | 18:15 UTC−3     |           |         |         | Buenos Aires Publik: 52 000 Domare: Claudio Vinicius Cerdeira (Brasilien) | Buenos Aires Publik: 52 000 Domare: Claudio Vinicius Cerdeira (Brasilien) |
| 18:15 UTC−3 | 18:15 UTC−3     |           |         |         | Buenos Aires Publik: 52 000 Domare: Claudio Vinicius Cerdeira (Brasilien) | Buenos Aires Publik: 52 000 Domare: Claudio Vinicius Cerdeira (Brasilien) |

|             | 12 oktober 1997 | Chile                         | 4 – 0   | Peru | Estadio Nacional de Chile                                             |                                                                       |
| 21:00 UTC−4 | 21:00 UTC−4     | Salas 13′, 82′, 88′ Reyes 58′ | Rapport |      | Santiago Publik: 74 219 Domare: Márcio Rezende de Freitas (Brasilien) | Santiago Publik: 74 219 Domare: Márcio Rezende de Freitas (Brasilien) |
| 21:00 UTC−4 | 21:00 UTC−4     |                               |         |      | Santiago Publik: 74 219 Domare: Márcio Rezende de Freitas (Brasilien) | Santiago Publik: 74 219 Domare: Márcio Rezende de Freitas (Brasilien) |
| 21:00 UTC−4 | 21:00 UTC−4     |                               |         |      | Santiago Publik: 74 219 Domare: Márcio Rezende de Freitas (Brasilien) | Santiago Publik: 74 219 Domare: Márcio Rezende de Freitas (Brasilien) |

|             | 12 oktober 1997 | Paraguay   | 1 – 0   | Venezuela | Estadio Defensores del Chaco                              |                                                           |
| 18:00 UTC−3 | 18:00 UTC−3     | Torres 68′ | Rapport |           | Asunción Publik: 35 000 Domare: Esfandiar Baharmast (USA) | Asunción Publik: 35 000 Domare: Esfandiar Baharmast (USA) |
| 18:00 UTC−3 | 18:00 UTC−3     |            |         |           | Asunción Publik: 35 000 Domare: Esfandiar Baharmast (USA) | Asunción Publik: 35 000 Domare: Esfandiar Baharmast (USA) |
| 18:00 UTC−3 | 18:00 UTC−3     |            |         |           | Asunción Publik: 35 000 Domare: Esfandiar Baharmast (USA) | Asunción Publik: 35 000 Domare: Esfandiar Baharmast (USA) |

|             | 12 oktober 1997 | Ecuador      | 1 – 0   | Bolivia | Estadio Monumental Isidro Romero Carbo                         |                                                                |
| 16:00 UTC−5 | 16:00 UTC−5     | Graziani 27′ | Rapport |         | Guayaquil Publik: 14 568 Domare: Arturo Brizio Carter (Mexiko) | Guayaquil Publik: 14 568 Domare: Arturo Brizio Carter (Mexiko) |
| 16:00 UTC−5 | 16:00 UTC−5     |              |         |         | Guayaquil Publik: 14 568 Domare: Arturo Brizio Carter (Mexiko) | Guayaquil Publik: 14 568 Domare: Arturo Brizio Carter (Mexiko) |
| 16:00 UTC−5 | 16:00 UTC−5     |              |         |         | Guayaquil Publik: 14 568 Domare: Arturo Brizio Carter (Mexiko) | Guayaquil Publik: 14 568 Domare: Arturo Brizio Carter (Mexiko) |

### Omgång 18
|             | 16 november 1997 | Argentina   | 1 – 1   | Colombia       | Estadio La Bombonera                                                      |                                                                           |
| 19:10 UTC−3 | 19:10 UTC−3      | Cáceres 69′ | Rapport | Valderrama 20′ | Buenos Aires Publik: 40 000 Domare: Márcio Rezende de Freitas (Brasilien) | Buenos Aires Publik: 40 000 Domare: Márcio Rezende de Freitas (Brasilien) |
| 19:10 UTC−3 | 19:10 UTC−3      |             |         |                | Buenos Aires Publik: 40 000 Domare: Márcio Rezende de Freitas (Brasilien) | Buenos Aires Publik: 40 000 Domare: Márcio Rezende de Freitas (Brasilien) |
| 19:10 UTC−3 | 19:10 UTC−3      |             |         |                | Buenos Aires Publik: 40 000 Domare: Márcio Rezende de Freitas (Brasilien) | Buenos Aires Publik: 40 000 Domare: Márcio Rezende de Freitas (Brasilien) |

|             | 16 november 1997 | Uruguay                                       | 5 – 3   | Ecuador               | Estadio Domingo Burgueño                                         |                                                                  |
| 17:00 UTC−3 | 17:00 UTC−3      | Saralegui 3′, 12′ Abreu 48′, 52′ Aguilera 63′ | Rapport | Graziani 2′, 59′, 68′ | Maldonado Publik: 4 000 Domare: Antonio Marrufo Mendoza (Mexiko) | Maldonado Publik: 4 000 Domare: Antonio Marrufo Mendoza (Mexiko) |
| 17:00 UTC−3 | 17:00 UTC−3      |                                               |         |                       | Maldonado Publik: 4 000 Domare: Antonio Marrufo Mendoza (Mexiko) | Maldonado Publik: 4 000 Domare: Antonio Marrufo Mendoza (Mexiko) |
| 17:00 UTC−3 | 17:00 UTC−3      |                                               |         |                       | Maldonado Publik: 4 000 Domare: Antonio Marrufo Mendoza (Mexiko) | Maldonado Publik: 4 000 Domare: Antonio Marrufo Mendoza (Mexiko) |

|             | 16 november 1997 | Peru     | 1 – 0   | Paraguay | Estadio Nacional del Perú                                        |                                                                  |
| 15:00 UTC−5 | 15:00 UTC−5      | Soto 37′ | Rapport |          | Lima Publik: 30 000 Domare: Francisco Mourao Dacildo (Brasilien) | Lima Publik: 30 000 Domare: Francisco Mourao Dacildo (Brasilien) |
| 15:00 UTC−5 | 15:00 UTC−5      |          |         |          | Lima Publik: 30 000 Domare: Francisco Mourao Dacildo (Brasilien) | Lima Publik: 30 000 Domare: Francisco Mourao Dacildo (Brasilien) |
| 15:00 UTC−5 | 15:00 UTC−5      |          |         |          | Lima Publik: 30 000 Domare: Francisco Mourao Dacildo (Brasilien) | Lima Publik: 30 000 Domare: Francisco Mourao Dacildo (Brasilien) |

|             | 16 november 1997 | Chile                             | 3 – 0   | Bolivia | Estadio Nacional de Chile                                            |                                                                      |
| 17:00 UTC−3 | 17:00 UTC−3      | Barrera 23′ Salas 40′ Carreño 84′ | Rapport |         | Santiago Publik: 74 777 Domare: Wilson de Souza Mendonça (Brasilien) | Santiago Publik: 74 777 Domare: Wilson de Souza Mendonça (Brasilien) |
| 17:00 UTC−3 | 17:00 UTC−3      |                                   |         |         | Santiago Publik: 74 777 Domare: Wilson de Souza Mendonça (Brasilien) | Santiago Publik: 74 777 Domare: Wilson de Souza Mendonça (Brasilien) |
| 17:00 UTC−3 | 17:00 UTC−3      |                                   |         |         | Santiago Publik: 74 777 Domare: Wilson de Souza Mendonça (Brasilien) | Santiago Publik: 74 777 Domare: Wilson de Souza Mendonça (Brasilien) |